# Корі Гокінс
Корі Антоніо Гокінс (англ. Corey Antonio Hawkins; нар. 22 жовтня 1988) — американський актор та співак. Він відомий своїми ролями у телесеріалі «Ходячі мерці» та «24: Спадщина», а також тим, що зобразив доктора Дре у фільмі 2015 року «Просто із Комптона». У 2017 році він зіграв у бродвейській виставі «Шість ступенів поділу», за що отримав номінацію на премію «Тоні» як найкращий актор.

## Життєпис та кар'єра
Гокінс народився у Вашингтоні, округ Колумбія, де його виховувала мати, яка працювала поліцейським. Він відвідував школу мистецтв Дюка Еллінгтона, а також закінчив школу Джульярда в Нью-Йорку. Під час навчання в Джульярдській школі Гокінс отримав престижну премію Джона Гаусмена за досконалість у класичному театрі. По закінченню навчання почав кар'єру на Оф-Бродвеї та на телебаченні. Гокінс отримав епізодичну роль в фільмі «Залізна людина 3» і знявся з Ліамом Нісоном та Джуліанн Мур у бойовику-трилері від Universal Pictures «Повітряний маршал».
У 2013 році Гокінс дебютував в Бродвейському театрі в якості Тібальта у виставі «Ромео і Джульєтта» Вільяма Шекспіра. В 2015 році приєднався до складу серіалу «AMC» «Ходячі мерці» в якості Гіта. Гокінс зіграв доктора Дре в біографічному фільмі «Просто із Комптона» від Universal Pictures, який був випущений 14 серпня 2015 року.
У 2017 році Гокінс почав грати головну чоловічу роль у серіалі «24: Спадщина» на телеканалі Fox. У тому ж році він знявся у фільмі «Конг: Острів черепа» разом з Брі Ларсон, Семюелем Л. Джексоном та Томом Гіддлстоном. Навесні 2017 року Гокінс зіграв в Бродвейському театрі головну роль у виставі «Шість ступенів поділу» разом з Еллісон Дженні та Джоном Бенджаміном Гікі. Він отримав номінацію на премію «Тоні» як найкращий актор.
У 2024 році виконав роль священника Ейвері Брауна в драмі «Урок фортепіано».

## Фільмографія

### Фільм
| Рік  | Назва                     | Роль             | Примітки               |
| ---- | ------------------------- | ---------------- | ---------------------- |
| 2011 | Цифрові старожитності     | Кай              | короткометражний фільм |
| 2012 | Верність                  | Віллі            |                        |
| 2013 | Залізна людина 3          | Наві Оп          |                        |
| 2014 | Повітряний маршал         | Травіс Мітчелл   |                        |
| 2014 | Ромео і Джульєтта         | Тибальт          | знято наживо           |
| 2015 | Просто із Комптона        | Dr. Dre          |                        |
| 2017 | Конг: Острів черепа       | Г'юстон Брукс    |                        |
| 2018 | Чорний куклусланівець     | Стоклей Кармайкл |                        |
| 2019 | Джорджтаун                | Даніель Волкер   |                        |
| 2019 | 6 футів під землею        | «Сімка»          |                        |
| 2021 | На висотах Нью-Йорка      | Бенні            |                        |
| 2021 | Макбет                    | Макдуфф          |                        |
| 2023 | Остання подорож «Деметра» | Клеменс          |                        |
| 2023 | Барва пурпурова           | Гарпо            |                        |
| 2024 | Урок фортепіано           | Ейвері Браун     |                        |
| 2026 | Злочин 101                |                  |                        |
| 2026 | Одіссея                   |                  |                        |

### Телебачення
| Рік       | Назва           | Роль        | Примітки                           |
| --------- | --------------- | ----------- | ---------------------------------- |
| 2011      | Дорогий доктор  | Бусбой      | Епізод: «The Shaw/Hank Redemption» |
| 2013      | Золотий хлопчик | Евандер     | Епізод: «Young Guns»               |
| 2015–2016 | Ходячі мерці    | Гіт         | 5 серій                            |
| 2017      | 24: Спадщина    | Ерік Картер | 12 епізодів                        |
| 2020      | Survive         | Пол         | Головна роль                       |
| 2025      | Покерфейс       | Білл        | Епізод: «One Last Job»             |

### Театр
| Рік  | Назва                 | Роль    | Примітки                      |
| ---- | --------------------- | ------- | ----------------------------- |
| 2011 | Hurt Village          | Баггі   | Театральна компанія «Підпис»  |
| 2011 | Suicide Inc           | Перрі   | Театральна компанія «Кругова» |
| 2013 | Ромео і Джульєтта     | Тибальт | Театр Річарда Роджерса        |
| 2017 | Шість ступенів поділу | Пол     | Театр Етель Баррімор          |